# Štefan Králik
Štefan Králik (Žilina, 8 aprile 1909 – Bratislava, 30 gennaio 1983) è stato un drammaturgo slovacco.

## Biografia
Nacque nella famiglia di un impiegato delle ferrovie. Frequentò le scuole di Žilina e di Nitra, dove si trasferì la sua famiglia, quindi si iscrisse alla facoltà di medicina dell'Università Comenio di Bratislava. Concluse il tirocinio medico a Bratislava, successivamente svolse la professione medica a Važec, a Kojetín (in Repubblica Ceca), a Detva e a Zvolen. Tornò a Bratislava come medico del servizio, ma per il peggioramento delle sue condizioni di salute fu costretto ad andare anticipatamente in pensione.
Esordì come drammaturgo nel 1942: la sua produzione è strettamente correlata alla sua professione medica, in quanto traspone nei suoi testi esperienze reali vissute attraverso la professione. Oltre a questa tematica, nelle sue opere sono frequenti anche le immagini del vita del villaggio slovacco, i temi storici e anche problematiche personali e sociali. Collaborò con i dilettanti del teatro, le sue opere furono rappresentate sulle scene del Teatro Nazionale Slovacco dopo la Seconda guerra mondiale.

## Opere
- 1942 – Mozoľovci ("I Mozoľ"), spettacolo teatrale
- 1943 – Veľrieka ("Il grande fiume"), spettacolo teatrale (knižne vyšla v roku 1944)
- 1944 – Trasovisko ("Zone umide"), spettacolo teatrale
- 1946 – Posledná prekážka ("L'ultimo ostacolo"), spettacolo teatrale (rappresentato al Teatro Nazionale Slovacco)
- 1946 – Hra bez lásky ("Dramma senza amore"), spettacolo teatrale (pubblicato come libro nel 1947)
- 1948 – Hra o slobode ("Dramma sulla libertà"), spettacolo teatrale (pubblicato come libro nel 1949)
- 1949 – Buky podpolianske ("Faggi del Podpolie"[1]), spettacolo teatrale (pubblicato come libro nel 1950)
- 1951 – Horúci deň ("Una giornata bollente"), spettacolo teatrale (pubblicato come libro nel 1952)
- 1953 – Svätá Barbora ("Santa Barbara"), spettacolo teatrale
- 1962 – Mikromemoáre ("Micromemorie"), prosa autobiografica
- 1966 – Panenský pás čiže Bohovia nemilujú pravdu ("La cintura di castità ovvero Gli dei non amano la verità"), versione perfezionata di Veľrieky
- 1970 – Vojenský kabát Jura Jánošíka ("Il cappotto militare di Jur Jánošík"), spettacolo teatrale
- 1974 – Margaret zo zámku ("Margherita del castello"), spettacolo teatrale (pubblicato come libro nel 1975)
- 1975 – Rebel ("Il ribelle"), spettacolo teatrale
- 1976 – Krásnej neznámej ("Alla bella sconosciuta"), spettacolo teatrale
- 1979 – Kraj sveta Istanbul ("Regione del mondo: Istanbul"), sceneggiato televisivo

## Riconoscimenti
Lo stato nel 1974 lo insignì del titolo di Artista nazionale.